# Julius Otto Fritzsche

Striezelmarkt auf dem Neustädter Markt (um 1910)

Julius Otto Fritzsche, meist Otto Fritzsche, (* 28. März 1872 in Dresden; † 4. März 1948 ebenda) war ein deutscher Maler.

## Leben
Otto Fritzsche war Sohn eines Lohgerbers. Nach dem Besuch der Volksschule in Dresden begann er 1885 eine Lehre als Kunsttischler. Im darauffolgenden Jahr wechselte er zum Dresdner Hoffotografen Teich-Hanfstängel, wo er sich bis zum Jahr 1890 in Ausbildung befand. In diesem Fotoatelier lernte er mehrere Künstler persönlich kennen, durch die sein Interesse an zeichnerischen Studien und einer eigenen Kunstausbildung geweckt wurde. Da sein Vater früh starb, war es allerdings relativ schwierig, ein derartiges Studium zu finanzieren.
1890 nahm er an der Kunstakademie Dresden ein Studium auf, das er 1894 beim Historienmaler Hermann Prell fortsetzte. Mit Hilfe eines Reisestipendiums fuhr er nach Italien und Frankreich zur Weiterbildung. In Paris verbrachte er längere Zeit an der privaten Kunstschule Académie Julian, 1898 stellte er in Frankreich einige Bilder aus.
1902 ging Otto Fritzsche zurück in seine sächsische Heimatstadt, wo er zu unterrichten begann. Vertretungsweise war er auch am staatlichen Lehrerseminar in Stollberg tätig, wo er 1904 in der Aula das noch heute vorhandene Wandbild Pestalozzi unter den Waisenkindern von Stand vollendete. Zurückgekehrt nach Dresden schuf er weitere Gemälde, teilweise auch für öffentliche Gebäude, von denen durch die Zerstörungen beim Bombenangriff am 13. Februar 1945 nur wenige erhalten sind. Zu den erhaltenen Gemälden zählt das im Auftrag der Privilegierten Bogenschützengesellschaft Dresden 1910 entstandene Ehrengeschenk für das Neue Rathaus in Dresden, das in den Staatlichen Kunstsammlungen ausgestellt ist. 2014 wurden auf dem Dachboden des Berg- und Lusthauses Hoflößnitz in Radebeul die von Fritzsche gefertigten riesigen Dioramen mit zahlreichen Figuren, die die legendären Winzerumzüge Augusts des Starken zeigen, wiedergefunden, die seit dem Bombenangriff 1945 auf Dresden als verschollen galten.
Nach dem Ersten Weltkrieg gelang es ihm in der schnelllebigen Zeit nicht mehr, sich in das Kunstleben Dresdens zu integrieren. Er erhielt kaum noch öffentliche Aufträge und geriet allmählich in Vergessenheit, obwohl er noch eine beachtliche Zahl an qualitätsvollen Landschaftsbildern schuf.
Gemälde von Otto Fritzsche sind heute – neben den genannten Ausstellungsorten in Dresden, Freiberg, Radebeul und im Carl-von-Bach-Gymnasium in Stollberg (Erzgebirge) – auch im Städtischen Museum in Braunschweig sowie in privaten Sammlungen zu finden.

## Ehrungen
- 1895: Große Silberne Medaille der Dresdner Kunstakademie
- 1896: Reisestipendium der Dresdner Kunstakademie
- 1899: 1. Preis im Wettbewerb für ein Kirchenbild im Freiberger Dom